# Ralph Taeger

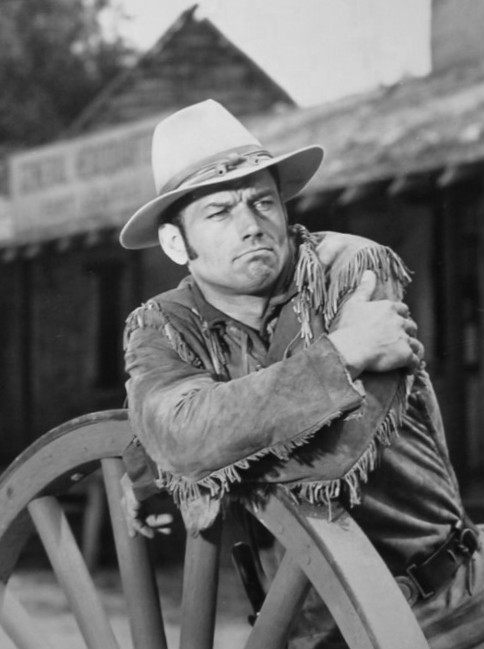
Ralph Taeger am Set der Fernsehserie Hondo

Ralph Taeger (* 30. Juli 1936 in Queens, New York; † 11. März 2015 in Placerville, Kalifornien) war ein US-amerikanischer Schauspieler. Seine Schauspielkarriere umfasste über 20 Rollen in Produktionen für Film und Fernsehen. Er spielte in Kinofilmen wie Die X-15 startklar, Madame P. und ihre Mädchen oder Der Delta Faktor. Bekannt wurde er besonders durch die beiden US-amerikanischen Fernsehserien der 1960er Jahre Klondike und Hondo, wo er den Kurierreiter Hondo Lane verkörperte.

## Leben und Wirken
Ralph Taeger, geboren 1936 im New Yorker Stadtviertel Richmond Hill als Sohn deutschstämmiger Eltern, strebte zuerst eine Sportler-Karriere im professionellen Baseball bei den Los Angeles Dodgers an, doch eine Knieverletzung beendete diesen Traum vorzeitig. In den späten 1950er Jahren, ein Gymnasiallehrer hatte sein physisches und dramatisches Talent erkannt und ihn auf die Möglichkeit einer Filmkarriere aufmerksam gemacht, begann Taeger ein Studium an der American Academy of Dramatic Arts in New York City und arbeitete nebenher als männliches Model. Er wechselte von der Ostküste an die Westküste zum Beverly Hills Playhouse und innerhalb von sechs Monaten bekam er einen Sieben-Jahres-Vertrag bei MGM und eine erste kleine Rolle in George Marshalls romantischer Komödie Eine tolle Nummer. Von diesem ersten Erfolg in Hollywood ermutigt, bewarb sich Taeger parallel auch beim Fernsehen und bekam 1960 kleinere Rollen in Folgen von bekannten Fernsehserien wie in Anwalt der Gerechtigkeit, Bat Masterson oder Abenteuer unter Wasser.
1961 gelang ihm schließlich der Durchbruch mit seiner Rolle als Goldschürfer Mike Halliday in der Western-Serie Klondike, deren Handlung in Alaska zur Zeit des Goldrauschs angesiedelt war. Im gleichen Jahr spielte er auch seine erste Hauptrolle als Testpilot eines neuen Raketenflugzeuges in Richard Donners Science-Fiction-Drama Die X-15 startklar an der Seite von Charles Bronson und Brad Dexter. Des Weiteren verkörperte er den Patrick Malone, einen Koreakrieg-Veteranen, in acht Folgen der Serie Acapulco.
1964 spielte er einige markante Nebenrollen wie in Edward Dmytryks Filmdrama Die Unersättlichen, in William F. Claxtons Western Postkutsche nach Thunder Rock oder in Russell Rouses Drama Madame P. und ihre Mädchen neben Shelley Winters, Robert Taylor und Cesar Romero. Zudem spielte er in den Fernsehserien The Twilight Zone und 1965 in einer Folge von Solo für O.N.C.E.L.
Seinen größten Erfolg feierte Taeger 1967 als Kurierreiter Hondo Lane in der Western-Serie Hondo, wo er diese Figur, die John Wayne bereits in dem Western Man nennt mich Hondo 1953 erfolgreich im Kino gespielt hatte, in insgesamt 17 Folgen verkörpern durfte. 1970 spielte er in Tay Garnetts Agententhriller Der Delta Faktor im Ensemble um Yvette Mimieux, Christopher George und Diane McBain.
In den 1970er und 1980er Jahren stagnierte seine Karriere in Film und Fernsehen und man sah ihn nur noch in wenigen TV-Produktionen als Gaststar. 1975 unter anderem in einer Folge von Der sechs Millionen Dollar Mann oder 1977 und 1982 in verschiedenen Folgen der Krimiserie Quincy. 1983 hatte er seinen letzten Fernsehauftritt in der Serie Father Murphy.
Im Jahr 1967 hatte er Linda Taeger Jarrett geheiratet, aus der Ehe stammt ein Sohn.

## Filmografie (Auswahl)
- 1959: Eine tolle Nummer (It Started with a Kiss)
- 1961: Die X-15 startklar (X-15)
- 1964: Die Unersättlichen (The Carpetbaggers)
- 1964: Postkutsche nach Thunder Rock (Stage to Thunder Rock)
- 1964: Madame P. und ihre Mädchen (A House Is Not a Home)
- 1966: Hondo (Hondo and the Apaches)
- 1970: Der Delta Faktor (The Delta Factor)